# テキサス・ヒーラー
テキサス・ヒーラー（英：Texas Heeler）は、アメリカ合衆国テキサス州原産の牧牛犬種のひとつである。
作業用の犬種として生み出された交雑種で、スタミナと集中力、灼熱の気候に適応したオーストラリアン・キャトル・ドッグと、扱いやすい気性でしつけの飲み込みが非常によいオーストラリアン・シェパードを掛け合わせることによって作出される。いつごろから存在していた組み合わせなのかは不詳であるが、19世紀ごろには既に使役されていたと見られている。
テキサス・ヒーラーは通常、牧牛犬として専門的に使われる。広大な敷地で肥育されている大型の肉牛を管理するのがその仕事で、一箇所に牛を集めるために奔走したり、逆に散らすために追いかけるなどして自在に群れをコントロールする。牛のかかとを軽く噛んで驚かせて従わせることも可能であり、このような犬種をヒーラーという。身体能力も高いため、牛を挑発させて追いかけさせ、柵の中に誘導して自身はそこからジャンプして脱出するといった高度な技術も習得可能である。
現在肉牛肥育場が広大な敷地ではなくフィードロットに変えられつつあり、テキサス・ヒーラーの仕事場は年々減少している。しかし、身体能力の高さが買われて今日はドッグスポーツのアスリート・ドッグとして使うことが出来るのではないかと注目されている。又、もともと本種は州限定の犬であったが、近年起こった雑種犬ブームにより他の州でも知られるようになり、愛好家が増加した。これにより使役犬としてだけではなくペットとしても多く飼育されるようになった。又、リタイア犬の里親探しもよく行われるようになり、仕事への適応性が無かったり、年をとって作業を引退した犬を引き取って愛犬として迎え入れる家庭も増えつつある。
通常はテキサス州で作業犬として親犬の交配前診断を経て生み出される犬であるが、ブームに便乗した利潤目的のブリーダーが親犬の検査（仔犬に遺伝される問題点が無いかを調べる検査）をせずに単純交雑して販売を行っているケースも後を絶たず、遺伝疾患の保持や障害犬、アルビノ犬の発生などが危惧されている。
基本的にアメリカ合衆国内でのみ飼育されている交雑種で、他の国ではほとんど作出・飼育されていない。例外としては、本種の両親種の原産国であるオーストラリアでは作業犬としての作出が行われている。
日本では大規模な農場がごく少数であることや、片親のオーストラリアン・キャトル・ドッグが入手しにくい（オーストラリアン・シェパードは複数ブリーダーが存在する）事などが原因で作出されていない。

## 特徴
引き締まった筋肉質の体を持つ犬で、AUシェパードからは高い身体能力としつけの飲み込みやすさを、AUキャトル・ドッグからは優れた適応性と体の丈夫さ、仕事時の勇敢さを受け継いである。脚は長めで、走るのが速い。頭部の形は2種の中間ほどで、スピッツタイプのものにも似る。耳は垂れ耳か半垂れ耳で、時に長く立っているものもいる。尾は飾り毛の少ない垂れ尾。瞳の色はブルーかブラウンだが、バイアイもいる。首は太めで、胸はしっかりしている。コートは通常ショートコートのものが好まれ一般的だが、時折ロングコートの犬も生まれる。毛色はメインのホワイトを地として有色のブチがちりばめられた毛色だけでなく、ブルー・アンド・タン、マール、トライカラーなどさまざまなバリエーションが存在する。中型犬並みのサイズで、性格は活発で温厚、仕事熱心で勇敢。通常は温和であるが、仕事の際には勇敢で大胆不敵な一面を見せる。警戒心は強いが友好性もあり、ペットとしての飼育にも向いている。しつけの飲み込みは早い。運動量は極めて多く、飼育の際には散歩だけでなくドッグランなどで自由に運動できるように配慮する必要がある。かかりやすい病気は運動のしすぎによる関節疾患などがあるが、パピーミル（利潤目的の悪質ブリーダー）出身の場合はタブーとされているマール系同士の犬の交配によ
って生まれつきの盲目や難聴、アルビノ犬の出現や股関節形成不全の犬が生まれ、問題視されている。